# اسپایک اسپنسر
اسپایک اسپنسر (انگلیسی: Spike Spencer؛ زادهٔ ۲۱ دسامبر ۱۹۶۸) یک هنرپیشه اهل ایالات متحده آمریکا است.